# Agrafena Fëdorovna Zakrevskaja
Agrafena Fëdorovna Zakrevskaja, in russo Аграфена Фёдоровна Закревская?), nata Tolstaja (1800 – Firenze, 1879), è stata una nobildonna russa.

## Biografia
Era figlia del celebre bibliofilo, il conte Fëdor Andreevič Tolstoj, e di Stepanida Alekseevna Durasova, nipote di Ivan Mjasnikov.
Agrafena era la nipote di Nikolaj Durasov, cugino dell'artista Fëdor Petrovič Tolstoj, ed era prozia degli scrittori Lev Tolstoj e Aleksej Konstantinovič Tolstoj, cugino di secondo grado della principessa Ekaterina Trubeckov.
I genitori non potevano darle una buona istruzione, così trascorreva tutto il suo tempo libero a leggere romanzi francesi.

## Matrimonio
Il 27 settembre 1818, sposò il conte Arsenij Andreevič Zakrevskij, in un matrimonio da cui nacquero due figlie:
- Lydia Arsen'evna (30 giugno 1826-1884): sposò Dmitry Nesselrode, da cui non ebbe figli;
- Oleinik Arsen'evna (7 marzo 1833-23 marzo 1833).

Non fu un matrimonio felice. Nel 1823 si trasferiscono in Finlandia, dove suo marito era stato nominato governatore generale.

## Morte
Nel 1861 si trasferirono a Firenze. Dopo la morte del marito, avvenuta nel 1865, Agrafena Feodorovna visse le estati a Livorno e il resto dell'anno a Firenze, dove morì nell'inverno 1879. Fu sepolta in una tomba accanto al marito.